# Bella Piero
Izabella Carneiro de Campos Pieruccetti (Rio de Janeiro, 6 de janeiro de 1996), mais conhecida pelo nome artístico Bella Piero, é uma atriz brasileira.

## Biografia e carreira
Filha do designer de móveis Rodrigo Pieruccetti e da artista plástica Maisa Moraes, Bella começou no teatro aos sete anos de idade com a ajuda da mãe, e participou de peças como Blackbird, de Bruce Gomlevsky. Posteriormente, após dez anos de dedicação aos palcos, ingressou no curso de Artes Cênicas da PUC.   
Estreou na TV em 2014, com participações especiais nas novelas Em Família e Boogie Oogie. Em 2015, interpretou a rebelde Nina, amiga de Giovanna (Agatha Moreira) em Verdades Secretas. Em 2017, participou de sua primeira comédia romântica, Ninguém Entra, Ninguém Sai; posteriormente, integrou o elenco da novela A Lei do Amor como Xanaia. No mesmo ano, interpretou um papel de destaque no horário das 21h: a introspectiva Laura, jovem que sofria com os abusos sexuais do padrasto (vivido por Flávio Tolezani) em O Outro Lado do Paraíso. Por sua interpretação como Laura, Bella venceu o Melhores do Ano da Rede Globo em 2018, na categoria de Melhor Atriz Revelação.  No mesmo ano, interpretou a estudante Sofia em Malhação: Vidas Brasileiras, uma jovem fã de Garoto (Pedro Maya) que se mostrava obcecada pelo mesmo. Em 2019 rodou o longa Meu Último Desejo, último dirigido por Arnaldo Jabor, e a série Eu, a Vó e a Boi, do Globoplay, onde interpretou Bruque. Em 2021 participou da segunda temporada de Aruanas interpretando Raquel, em um processo de gravações estendido por conta da pandemia de COVID-19; após Aruanas, Bella, já engajada em questões ambientais, tornou-se ativista do Greenpeace Brasil.
Em 2024 pôde ser vista nos cinemas como Virgínia, protagonista de Meu Casulo de Drywall; o longa seguia os eventos após a morte de Virgínia em sua festa de dezessete anos e, assim como Meu Último Desejo, também foi rodado em 2019. Voltou às novelas em 2025 como Flora, sobrinha de Zélia/Branca (Letícia Colin) que é convocada pela mesma para se passar pela filha de Juliano (Fábio Assunção) com Valéria (Julia Stockler) e, consequentemente, fingir ser neta de Arlete (Bete Mendes) em uma participação especial em Garota do Momento, trama das 18h de Alessandra Poggi, que escreveu o papel especialmente para a atriz; posteriormente, Flora retornou à trama nos capítulos finais.

## Filmografia

### Televisão
| Ano  | Título                      | Personagem                            | Notas                                                       |
| ---- | --------------------------- | ------------------------------------- | ----------------------------------------------------------- |
| 2014 | Em Família                  | Márcia (Marcinha)                     | Participação Especial                                       |
| 2014 | Boogie Oogie                | Paula                                 | Participação Especial                                       |
| 2015 | Verdades Secretas           | Nina                                  | Temporada 1                                                 |
| 2016 | A Lei do Amor               | Xanaia                                |                                                             |
| 2017 | O Outro Lado do Paraíso     | Laura Ribeiro                         |                                                             |
| 2018 | Malhação: Vidas Brasileiras | Sofia                                 | Episódios: "10–23 de agosto"                                |
| 2019 | Eu, a Vó e a Boi            | Bruque Tyler da Cunha                 |                                                             |
| 2021 | Aruanas                     | Raquel                                | Temporada 2                                                 |
| 2025 | Garota do Momento           | Flora Rangel / Isabel Batista (falsa) | Episódios: "30 de janeiro–15 de fevereiro" "24–27 de junho" |

### Cinema
| Ano  | Título                     | Personagem |
| ---- | -------------------------- | ---------- |
| 2017 | Ninguém Entra, Ninguém Sai | Bebel      |
| 2021 | Tudo Errado                | Bebel      |
| 2024 | Meu Casulo de Drywall      | Virgínia   |
| 2025 | Meu Último Desejo          | Lu         |

## Teatro
| Ano  | Título                                 |
| ---- | -------------------------------------- |
| 2007 | O Dragão Verde                         |
| 2010 | O Boto Cor-de-rosa                     |
| 2010 | Quem Não Tem Cão, Caça Com Gato        |
| 2010 | Quem Conta Um Conto Aumenta Um Ponto   |
| 2011 | Era Uma Vez                            |
| 2012 | Era uma vez um homem que ainda sonhava |
| 2012 | Encontro Amado                         |
| 2012 | Cena Familiar                          |
| 2013 | Frankenstein – O Musical Infantil      |
| 2014 | Blackbird                              |

## Prêmios e indicações
| Ano  | Prêmio                             | Categoria                | Trabalho                   | Resultado | Ref.   |
| ---- | ---------------------------------- | ------------------------ | -------------------------- | --------- | ------ |
| 2018 | Grande Prêmio do Cinema Brasileiro | Melhor Atriz Coadjuvante | Ninguém Entra, Ninguém Sai | Indicado  | [ 15 ] |
| 2018 | Prêmio Nelson Rodrigues            | Melhor Tema Abordado     | ''O Outro Lado do Paraíso  | Venceu    |        |
| 2018 | Melhores do Ano                    | Atriz Revelação          | ''O Outro Lado do Paraíso  | Venceu    | [ 16 ] |
| 2018 | Prêmio Contigo! Online             | Melhor Atriz Revelação   | ''O Outro Lado do Paraíso  | Venceu    |        |
| 2019 | Troféu Internet                    | Revelação                | ''O Outro Lado do Paraíso  | Indicado  |        |